# Serville (acteur)
Pour les articles homonymes, voir Serville.
Jean-Christophe Audinet dit Serville (né en 1737 à Paris et mort le 14 octobre 1805 à Paris) est un acteur et écrivain français, père de l'entomologiste Jean Guillaume Audinet-Serville.
Serville débute au Théâtre de la Monnaie de Bruxelles en 1758 par le rôle de Crispin dans Les Folies amoureuses de Regnard. Il reste à Bruxelles jusqu'en 1768, puis joue une saison à Vienne. Il est à Bordeaux en 1773, puis à Versailles en 1776 et épouse à Paris Catherine Brunet le 26 juin 1779, reconnaissant deux enfants nés hors mariage, dont Jean-Guillaume. Il joue encore quelque temps au Théâtre-Italien puis se consacre à l'écriture.
Il meurt à Paris, rue de la Ferme des Mathurins, le 14 octobre 1805.